# Janina Okrągły
Janina Władysława Okrągły z domu Capiga (ur. 27 czerwca 1955 w Sosnowcu) – polska polityk, samorządowiec, lekarka, posłanka na Sejm VI i VII kadencji (2009–2015).

## Życiorys
Ukończyła studia na Wydziale Lekarskim Śląskiej Akademii Medycznej w Katowicach w 1980, a także studia podyplomowe z zarządzania w ochronie zdrowia w Wyższej Szkole Zarządzania i Administracji w Opolu w 2009.
Uzyskała specjalizację z zakresu chorób wewnętrznych, pracowała w różnych jednostkach służby zdrowia. Została też dyrektorem ds. lecznictwa i wiceprezesem zarządu spółki akcyjnej Optima Medycyna prowadzącej placówkę medyczną w Prudniku. Od 1998 do 2008 zasiadała w radzie powiatu prudnickiego (zrezygnowała w trakcie trzeciej kadencji).
W wyborach parlamentarnych w 2007 startowała do Sejmu w okręgu opolskim, uzyskując 5176 głosów. Mandat posłanki na Sejm VI kadencji objęła 24 czerwca 2009 w miejsce Danuty Jazłowieckiej, która została wybrana do Parlamentu Europejskiego. Zasiadła w Komisji Polityki Społecznej i Rodziny oraz Komisji Zdrowia. W wyborach w 2011 z powodzeniem ubiegała się o reelekcję, dostała 11 418 głosów. W Sejmie VII kadencji ponownie weszła w skład Komisji Polityki Społecznej i Rodziny oraz Komisji Zdrowia. Została również członkinią Komisji Finansów Publicznych. W 2015 nie została wybrana na kolejną kadencję. W 2018 uzyskała mandat radnej sejmiku opolskiego. W wyborach w 2024 z powodzeniem ubiegała się o reelekcję.

## Wyniki w wyborach ogólnopolskich
| Wybory | Komitet wyborczy   | Komitet wyborczy      | Organ            | Okręg | Wynik        |
| ------ | ------------------ | --------------------- | ---------------- | ----- | ------------ |
| 2007   |                    | Platforma Obywatelska | Sejm VI kadencji | nr 21 | 5176 (1,40%) |
| 2011   | Sejm VII kadencji  | Platforma Obywatelska | 11 418 (3,57%)   | nr 21 |              |
| 2015   | Sejm VIII kadencji | Platforma Obywatelska | 5566 (1,65%)     | nr 21 |              |

## Życie prywatne
Jest żoną Jarosława Okrągłego, wiceministra łączności w rządzie Jerzego Buzka. Zamieszkała w Prudniku, gdzie otworzyła swój gabinet internistyczny.

## Wyróżnienia
W 2014 przyznano jej tytuł honorowego obywatela Głogówka.